# Flugunfall der Blue Water Aviation Services am Family Lake
Der Flugunfall der Blue Water Aviation Services am Family Lake ereignete sich am 26. Oktober 2019. Bei einem Charterflug vom Bissett Water Aerodrome zum Family Lake innerhalb der kanadischen Provinz Manitoba verunglückte eine mit Schwimmern ausgerüstete De Havilland Canada DHC-3 Turbine Otter der Blue Water Aviation Services. Durch den Unfall wurden alle drei Insassen getötet.

## Maschine
Die verunglückte Maschine war eine De Havilland Canada DHC-3 Turbine Otter mit der Werknummer 209. Sie wurde im Jahr 1957 im Werk von De Havilland Canada in Downsview, Ontario endmontiert und absolvierte dort ihren Erstflug, ehe sie zerlegt, in einen Frachtbehälter verstaut und nach Indien exportiert wurde, wo die Maschine nach ihrem Eintreffen wieder zusammengebaut wurde. Am 26. November 1957 wurde die Otter an die Indische Luftwaffe ausgeliefert, bei der sie mit dem militärischen Luftfahrzeugkennzeichen IM-1711 in Betrieb genommen wurde. Zwischen den Jahren 1976 und 1980 gehörte die Maschine dem 41. Geschwader an und war auf der Palam Air Base stationiert. Zu einem unbekannten Zeitpunkt während ihrer Betriebszeit bei der indischen Luftwaffe war die Maschine in einen Unfall verwickelt, bei dem sie einen Ringelpiez machte. Die Otter wurde zu einem nicht näher bekannten Zeitpunkt bei der indischen Luftwaffe außer Betrieb genommen und war danach längere Zeit abgestellt, ehe sie gemeinsam mit weiteren Maschinen dieses Typs vom Unternehmen Mike Hackman Aircraft Sales / La Ronge Aviation ersteigert wurde. Das Unternehmen entsandte Mitarbeiter, um die Maschinen in einen lufttüchtigten Zustand zu versetzen und sie nach Kanada zu fliegen. Im März 1995 trat die betroffene Otter den Flug an, sie wurde nach Saskatoon geflogen. Die Maschine wurde von der in Pine Falls, Manitoba niedergelassene Blue Water Aviation Services in Eigenregie generalüberholt und umgebaut. Im Juni 1996 wurde die Maschine mit einem neuen Triebwerk des Typs PZL-1000 (Schwezow ASch-62) ausgestattet und mit dem Luftfahrzeugkennzeichen C-GBTU auf die Blue Water Aviation Services zugelassen, ehe sie zum 23. Februar 1998 wieder abgemeldet und an die South Peace Services Ltd. verleast wurde, welche die Maschine bis zum 3. September 1998 in Betrieb hatte. Die Otter wurde am 20. Juli 2004 und am 6. August 2004 umgemeldet. Im Januar 2005 wurde sie mit einem Turboproptriebwerk des Typs Walter M601 nachgerüstet, wodurch sie den für die Turbine Otter charakteristischen, längeren Vorderbau erhielt. Der Erstflug der Maschine als Turbine Otter erfolgte am 27. Januar 2005. Von März bis April 2007 wurde die Maschine, ebenso wie die Turbine Otter C-FIOF der Huron Air für die Dreharbeiten zum Film Whiteout an ein Filmstudio verliehen. Wenngleich der Plot des Films in der Antarktis spielte, wurden die Dreharbeiten auf dem zugefrorenen Manitobasee durchgeführt. Beide für die Filmarbeiten verwendeten Maschinen wurden mit einer grauen Bemalung mit roten Leitwerken versehen. Bis zum Zeitpunkt des Unfalls hatte das einmotorige Zubringerflugzeug in Schwimmerflugzeugkonfiguration mit STOL-Eigenschaften eine Gesamtbetriebsleistung von 16.474 Betriebsstunden absolviert.

## Passagiere und Pilot, Fracht und Flugzweck
Auf dem Flug wurden zwei Bauunternehmer mitsamt ihren Werkzeugen und Dachdeckmaterial transportiert. Als einziges Besatzungsmitglied befand sich ein einzelner Pilot an Bord, der über 9.500 Stunden Flugerfahrung verfügte, wovon 5.800 Stunden auf die DHC-3 Otter entfielen. Auf dem Kurzstreckenflug waren weder ein zweiter Pilot noch Flugbegleiter vorgesehen. Die geladene Fracht hatte ein Gesamtgewicht von etwa 800 Pfund. Der Flug war der erste von einer Reihe von Flügen, die an dem Tag mit der Maschine durchgeführt werden sollten.

## Unfallhergang
Als sich die Maschine im Endanflug auf den Family Lake befand, riss plötzlich die rechte Tragfläche vom Rumpf ab. Die Maschine geriet außer Kontrolle und stürzte in den See. Alle drei Insassen kamen dabei ums Leben.

## Ursache
Das Transportation Safety Board of Canada übernahm nach dem Unfall die Ermittlungen zur Absturzursache. Die Ermittler stellten fest, dass es an der Maschine zu einem Ermüdungsbruch an der Bolzenlochbohrung im Bereich der oberen rechten Tragflächenstrebe gekommen war. Das Versagen dieser Baugruppe habe zu einer strukturellen Überbelastung der Tragflächenkonstruktion und schließlich dem Abriss der Tragfläche geführt.